# Protosphaerion loreum
Protosphaerion loreum är en skalbaggsart som beskrevs av Pierre Émile Gounelle 1909. Protosphaerion loreum ingår i släktet Protosphaerion och familjen långhorningar.
Artens utbredningsområde är Surinam. Inga underarter finns listade i Catalogue of Life.